# پیتر مک‌ویلیام
پیتر مک‌ویلیام (به انگلیسی: Peter McWilliam) (زاده ۲۱ سپتامبر ۱۸۷۹ – درگذشته ۱ اکتبر ۱۹۵۱) بازیکن فوتبال اسکاتلندی بود که در پست هافبک چپ برای اینورنس ثیسل، نیوکاسل یونایتد و اسکاتلند بازی کرد. او در طول ۹ سال حضورش در نیوکاسل یونایتد تمام جام‌ های داخلی را به دست آورد.
او در دو نوبت هدایت تاتنهام هاتسپر و همچنین میدلزبرو را بر عهده گرفت. مک‌ویلیام طولانی‌ ترین دوران مربیگری را در تاتنهام داشت (اما هر دو دوره مربیگری او به دلیل جنگ‌ های جهانی قطع شد، بنابراین سال‌های کمتری در فوتبال عادی بازی کرد) و اسپرز را به قهرمانی در جام حذفی سال ۱۹۲۱ رساند و اولین کسی شد که هم به عنوان یک بازیکن و هم به عنوان یک مربی، قهرمان این رقابت‌ها می‌شد.

## زندگی شخصی
مک‌ویلیام در ۲۱ سپتامبر ۱۸۷۹ در خیابان آرگیل، اینورنس به دنیا آمد. او چهارمین فرزند از شش فرزند پیتر مک‌ویلیام (۱۸۸؟–۱۸۵۱) و جین نیش (۱۸۸۵–۱۸۵۲) بود. پدرش یک باربر خواربارفروشی بود و خانواده‌اش از فورگ در ابردین‌شیر به اینورنس نقل مکان کرده بودند و همسایه هم‌تیمی آینده باشگاه و کشور، اندی مک‌کامبی شدند.
در سال ۱۹۰۵، زمانی که بازیکن نیوکاسل یونایتد بود، با فلورانس ووف (۱۹۷۰–۱۸۸۵)، که زنی اهل ردکار شهر یورک‌شر بود، ازدواج کرد. آنها مدت کوتاهی پس از آن به این محل نقل مکان کردند و صاحب چهار فرزند به نام‌های پیتر نیش، الیزابت جین، فلورانس مارگارت، دیوید جان شدند. مک‌ویلیام در ۱ اکتبر ۱۹۵۱ در ردکار درگذشت و در گورستان کرکلیثام در همان نزدیکی به خاک سپرده شد.

## دوران فوتبال
مک‌ویلیام دوران بازی خود را در اینورنس ثیسل آغاز کرد و به مدت دو سال با آنها ماند و پس از آن، دوران بسیار موفقی را در نیوکاسل یونایتد، بین سال‌های ۱۹۰۲ و ۱۹۱۱ داشت. او ۲۴۱ بازی انجام داد و ۱۲ گل را به عنوان یک هافبک چپ به ثمر رساند. او افتخارات متعددی را با نیوکاسل به دست آورد، و بخشی از تیم قهرمان لیگ فوتبال در فصل‌های ۰۵–۱۹۰۴، ۰۶–۱۹۰۵ و ۰۹–۱۹۰۸ بود و همراه با نیوکاسل، فینال‌های جام حذفی را در سال‌های ۱۹۰۵، ۱۹۰۶ و ۱۹۰۸ تجربه کرد و نهایتاً در سال ۱۹۱۰ این جام را بالای سر برد. او همچنین ۸ بازی برای اسکاتلند ثبت کرد. دنیای فوتبال او را با نام «پیتر کبیر» می‌شناخت و محبوبیت زیادی در بین هواداران جوردی داشت.

### تیم ملی
او ۸ بازی ملی برای اسکاتلند در کارنامه دارد و بازوبند کاپیتانی تیم ملی را نیز به بازو بست. با این حال، پس از یک آسیب جدی زانو که در مسابقه قهرمانی بین‌المللی خانگی مقابل ولز در ۷ مارس ۱۹۱۱ متحمل شد، دوران بازی او به پایان رسید.

## دوران مربیگری
او دو دوره مدیریت تاتنهام هاتسپر را بر عهده داشت که در این فاصله، میدلزبرو را مربیگری کرد. در ۲۱ دسامبر ۱۹۱۲، برای اولین بار به عنوان سرمربی تاتنهام منصوب شد و در ۱ ژانویه ۱۹۱۳ کار خود را آغاز کرد. اولین دوره حضورش در تاتنهام، شروعی ناموفق داشت و این باشگاه در پایان فصل ۱۹۱۴–۱۹۱۵، زمانی که فوتبال به دلیل جنگ جهانی اول به حالت تعلیق درآمد، در قعر جدول دسته یک لیگ فوتبال قرار گرفت. هنگامی که فوتبال پس از جنگ از سر گرفته شد، او تیم را به دسته اول بازگرداند و یکی از دوره‌های موفق باشگاه را ثبت کرد؛ پس از قهرمانی دسته دوم در سال ۱۹۲۰ و صعود به دسته اول، جام حذفی در سال ۱۹۲۱، جام خیریه را در شروع فصل بعد و نایب قهرمانی دسته اول را در سال ۱۹۲۲ برای باشگاه به ارمغان آورد.
برای پنج فصل بعدی، اسپرز کارش را در میانه جدول به پایان رساند. در سال ۱۹۲۷ او اسپرز را با قصد مربیگری میدلزبورو با پیشنهاد دستمزد اغواکننده ۱۵۰۰ پوند در سال ترک کرد. اگرچه او در طول پنج فصل موفقیت‌هایی در باشگاه داشت، اما هرگز محبوب هواداران نشد. در سال ۱۹۳۴، او برای مدت کوتاهی به لندن بازگشت تا مربی جوانان آرسنال باشد و پیشنهاد آنها برای هدایت تیم اصلی را رد کرده‌بود.
در سال ۱۹۳۸، مک‌ویلیام بار دیگر به نیمکت مربیگری تاتنهام بازگشت و شروع به بازسازی تیم کرد تا آنها را از دسته دوم خارج کند. او بسیاری از بازیکنان جوان‌تر از جمله بیل نیکلسون را از «تیم جوانان» در نورثفلیت به تیم اول آورد. با این حال، دوره دوم حضور او در تاتنهام بار دیگر با آغاز یک جنگ جهانی قطع شد. این جنگ عملاً به دوران مربیگری او پایان داد و در سال ۱۹۴۲ به شمال شرق بازگشت. با پایان جنگ، او اعلام کرد پیرتر از آن است که مربی فوتبال باشد و بازنشسته شد.

## میراث مک‌ویلیام
آرتور روو که از بازیکنان مک‌ویلیام بود، به کمک سبک بازی پاسکاری سریع مک‌ویلیام، سبک «فشار و حمله» را توسعه داد که به «راه اسپرز» معروف شد و زیر نظر بیل نیکلسون به بهترینِ خود رسید. مک‌ویلیام، زمانی که در نیوکاسل بود، فوتبال مبتنی بر مالکیت را از رابرت اسمیت مک‌کول آموخت؛ سبکی از بازی که می‌توان ریشه‌های آن را در بازیکنان اسکاتلندی قرن نوزدهم پیدا کرد. ویک باکینگهام، بازیکن دیگری که زیر نظر مک‌ویلیام دوران حرفه‌ایش را در فوتبال آغاز کرد، تحت تأثیر ایده‌های بازی مالکانه و سبک پاس و پیشروی مک‌ویلیام قرار گرفت و آن را بیشتر توسعه داد. بعدها باکینگهام آژاکس و بارسلونا را مربیگری کرد و به عنوان یکی از افراد مؤثر در توسعه سبک بازی معروف به توتال فوتبال شناخته شد.

### فهرست کتب مرتبط
- Joannou, Paul. A Complete Who's Who of Newcastle United.
- Joannou, P. , Canning, T. , Canning, P. Haway The Lads, The Illustrated Story of Newcastle United.
- Potter, David (2009). Scotland's Greatest Games. Pitch Publishing Ltd.